# Castelo Kōriyama
Castelo Kōriyama (郡山城, Kōriyama-jō) foi um castelo japonês localizado no que é hoje a cidade de Yamatokōriyama, província de Nara, Japão e foi construído entre 1162 e 1580. No período Sengoku, o daimyo Tsutsui Junkei começou a construção do castelo, e Toyotomi Hidenaga fez dele a sua residência. No período Edo, o castelo tornou-se sede do Domínio Kōriyama. Durante esse tempo, este foi apoiado por membros dos clãs Mizuco, Matsudaira, Honda, Fujii Matsudaira e clãs Yanagisawa. Hoje, vários dos muros e valas estão ainda preservados num parque público da cidade. O santuário Yanagisawa encontra-se precisamente nesse local.

## Galeria

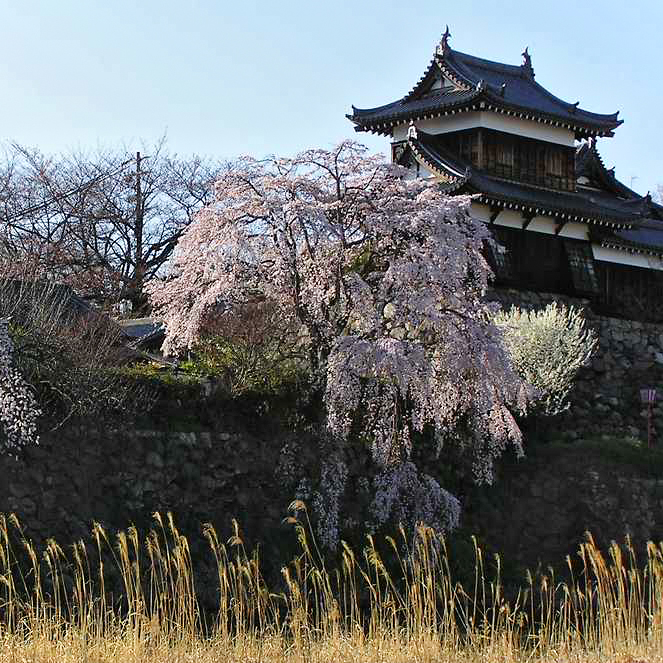
Yagura
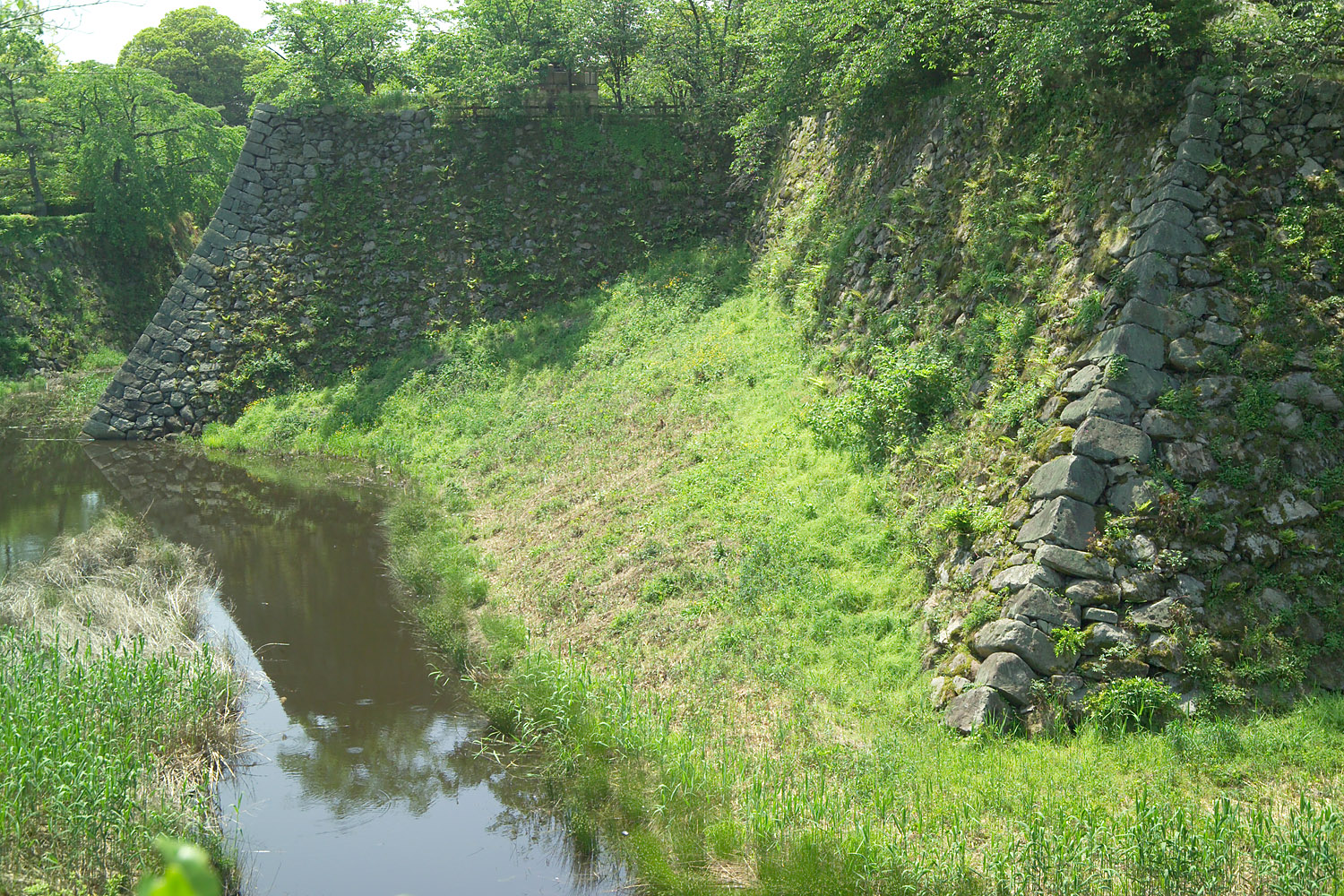
Muro pertencente ao castelo delimitado por um fosso.
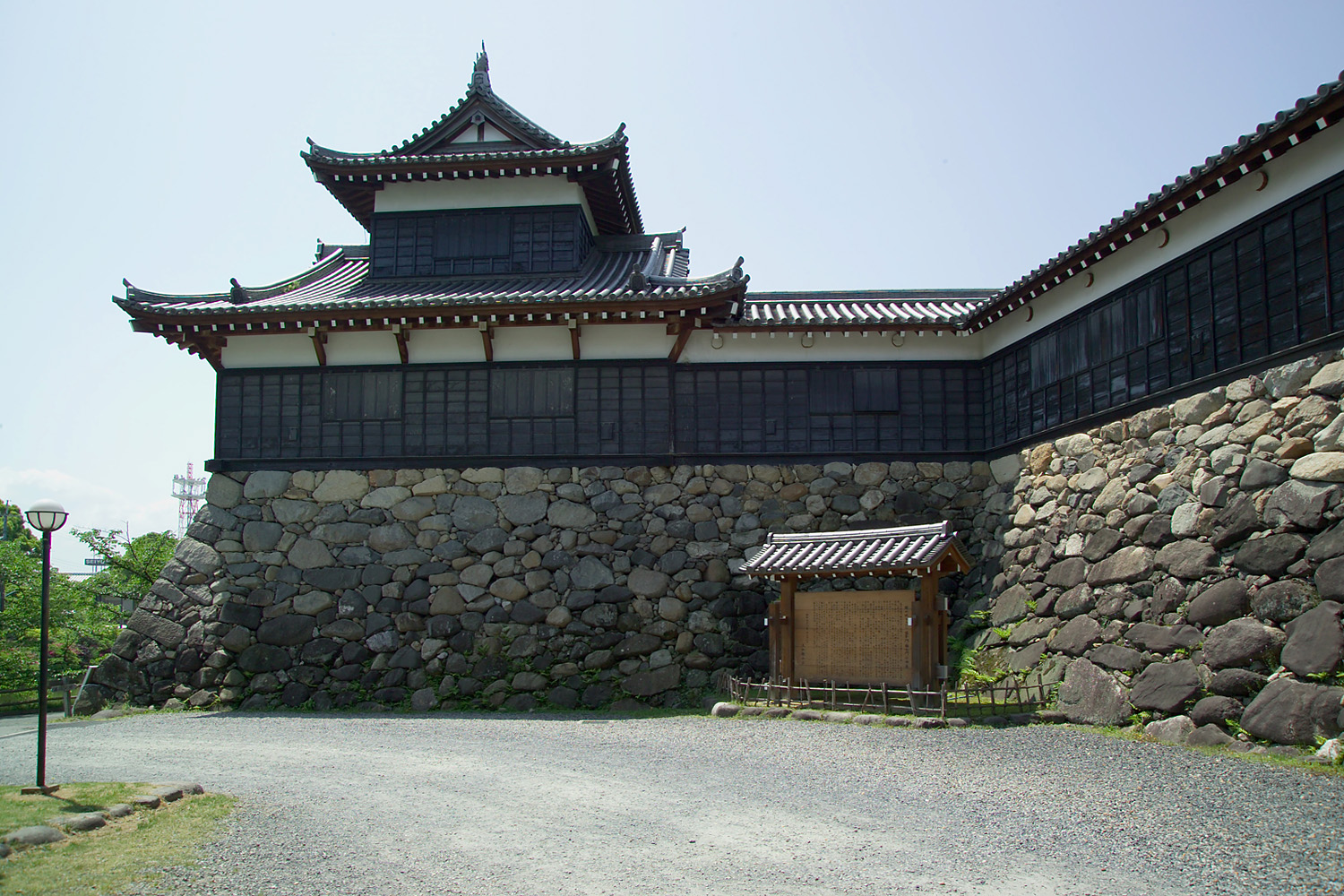
Turreta encima de uma parede de pedra.
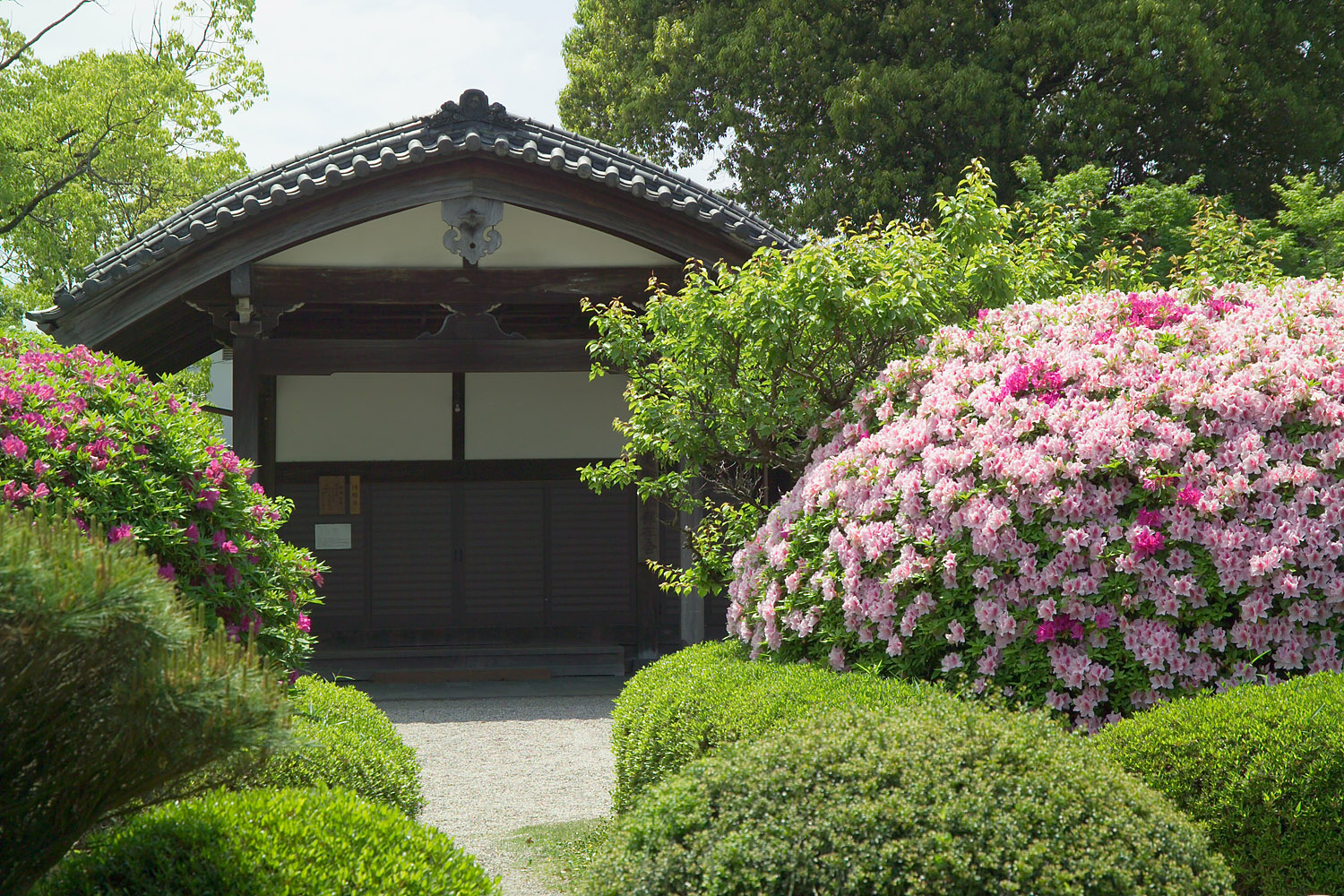
Biblioteca Yanagisawa Bunko.